# 240-talet f.Kr.

## Händelser
- 264-241 f.Kr. - Första puniska kriget utkämpas.
- 240 f.Kr. - För första gången visar historiska källor att kinesiska astronomer observerar Halleys komet.

## Födda
- 248 f.Kr. – Hannibal, karthagisk fältherre.
- 243 f.Kr. – Seleukos III, kung av Seleukidriket.
- April–juni 242 f.Kr. – Antiochos III, kung av Seleukidriket.

## Avlidna
- 246 f.Kr. – Antiochos II, kung av Seleukidriket.
- 246 f.Kr – Ptolemaios II Filadelfos, kung av Ptolemeiska riket.
- 241 f.Kr. – Agis IV, kung av Sparta.